# Juan Severino Somoza
Juan Severino Somoza (ur. 16 września 1981 w Buenos Aires) – portugalski rugbysta grający w drugiej i trzeciej linii młyna, reprezentant kraju, uczestnik Pucharu Świata w 2007 roku.
Podczas kariery sportowej związany był z klubami Asociación Deportiva Francesa, Associação Académica Coimbra Rugby, AEIS Agronomia i Rugby Reggio, z którymi występował również w europejskich pucharach.
W reprezentacji Portugalii w latach 2006–2013 rozegrał łącznie pięćdziesiąt spotkań zdobywając pięć punktów. W 2007 roku został powołany na Puchar Świata, gdzie wystąpił w meczu przeciw Szkocji, po którym otrzymał miesięczną karę za niesportowe zachowanie.